# Xu Wenlong
Dans ce nom chinois, le nom de famille, Xu, précède le nom personnel.
Pour les articles homonymes, voir Xu.
Xu Wenlong (en chinois : 许文龙), né le 27 février 1987 à Harbin, est un fondeur chinois. 

## Biographie
Il fait ses débuts en Coupe du monde en février 2007 à Changchun, où il se classe notamment 23e du quinze kilomètres libre, lui valant ses premiers points pour le classement général. Il marque de nouveau des points dans cette compétition (27e place) en janvier 2010 lors du quinze kilomètres classique d'Otepää.
Il participe aux Jeux olympiques en 2010 et 2014, terminant au mieux 58e en individuel en 2014 (skiathlon).
Il compte seulement deux participations aux Championnats du monde en 2009 et 2013, obtenant son meilleur résultat individuel à Liberec en 2009 avec la 47e place sur le cinquante kilomètres libre.

## Palmarès

### Jeux olympiques
| Épreuve / Édition     | Vancouver 2010                   | Sotchi 2014                      |
| Sprint libre          | Épreuve inexistante à cette date | Abandon                          |
| 50 km libre           | Épreuve inexistante à cette date | 60e                              |
| 15 km libre           | 68e                              | Épreuve inexistante à cette date |
| Poursuite / Skiathlon |                                  | 58e                              |
| Sprint par équipes    | 19e                              | DNS                              |

Légende = DNS : non-partant

### Championnats du monde
| Épreuve / Édition           | Sprint                           | Sprint                           | 15 km                            | 15 km                            | Skiathlon 2 × 15 km | 50 km | Relais | Relais    |
| Épreuve / Édition           | libre                            | classique                        | libre                            | classique                        | Skiathlon 2 × 15 km | 50 km | Sprint | 4 × 10 km |
| Mondiaux 2009 Liberec       | 66e                              | Épreuve inexistante à cette date | Épreuve inexistante à cette date | 66e                              | -                   | 47e   | —      | —         |
| Mondiaux 2013 Val di Fiemme | Épreuve inexistante à cette date | 54e                              | 65e                              | Épreuve inexistante à cette date | 64e                 | 53e   | 22e    | —         |

Légende :
- : pas d'épreuve
- — : Non disputée par Xu

### Coupe du monde
- Meilleur classement général : 139e en 2007.
- Meilleur résultat individuel : 23e.

#### Classements en Coupe du monde
| Année/Classement | Année/Classement | Général | Général | Sprint | Sprint |
| ---------------- | ---------------- | ------- | ------- | ------ | ------ |
| Année/Classement | Année/Classement | Class.  | Points  | Class. | Points |
| 2007             | 2007             | 139e    | 8       | 89e    | 8      |
| 2010             | 2010             | 173e    | 4       | 116e   | 4      |